# Người Việt tại Qatar
Người Việt tại Qatar là một cộng đồng Người Việt tại Qatar
(Người Đông Nam Á tại Trung Đông)
Theo điều tra dân số có khoảng 1.000 người Việt tại Qatar

## Lịch sử dân số
Việt Nam bắt đầu đưa lao động sang Qatar làm việc từ năm 2005. Trong vòng 4 năm sau đó, 40 DN đã ồ ạt đưa khoảng 10.000 lao động sang nước này. Tuy nhiên, hơn phân nửa lao động đã bỏ trốn hoặc vi phạm pháp luật, nhất là nấu rượu lậu, trộm cắp, đánh nhau. Hậu quả là từ năm 2007 đến 2009, chính phủ Qatar đã 3 lần  ra quyết định dừng cấp visa cho lao động Việt Nam. Cũng vì lý do trên mà hơn 1 năm qua, Bộ LĐ-TB-XH đã giải tán Ban Quản lý Lao động Việt Nam tại Qatar. Do không còn cung ứng lao động sang Qatar nên hầu hết trong số 10.000 lao động ở thị trường này đã về nước,  đến nay chỉ còn hơn 1000 người và dự kiến tới đây hết hạn hợp đồng phải về nước. 

## Về dịp Tết
Hàng năm, Đại Sứ Quán Việt Nam tại Qatar có truyền thống tổ chức Tết Cộng đồng. Ngày tổ chức Tết Cộng đồng thường là vào thứ Sáu (là dịp cuối tuần tại Qatar), nhờ đó nhiều người Việt Nam đang sinh sống và làm việc tại Qatar có cơ hội tham gia. 
Tết năm 2016 Sự kiện Tết Cộng đồng do Đại sứ quán Việt Nam tại Qatar tổ chức càng có ý nghĩa hơn khi diễn ra đúng vào đêm “30 Tết”...
Hòa chung không khí đón xuân Bính Thân trong cả nước và chào mừng thành công Đại hội Đảng toàn quốc lần thứ XII, Đại sứ quán Việt Nam tại Doha đã tổ chức Tết Cộng đồng và Gặp mặt mừng Xuân Bính Thân năm 2016 trong không khí thân mật, ấm tình quê hương và mang đậm nét truyền thống văn hóa Việt.
Tham dự sự kiện có toàn thể cán bộ, nhân viên Đại sứ quán, khoảng 130 bà con, sinh viên đang sinh sống, học tập và làm ăn tại Qatar cùng đại diện quan khách sở tại và bạn bè quốc tế.